# Flaga gminy Ornontowice
Flaga gminy Ornontowice – jeden z symboli gminy Ornontowice w postaci flagi przyjęty uchwałą rady gminy nr VIII/76/11 w dniu 25 maja 2011.

## Wygląd i symbolika
Flaga zaprojektowana została jako płat podzielony w lewo skos. W górze flagi kolor biały, w dole kolor błękitny. Kolory te nawiązują do herbu gminy Ornontowice, który został umieszczony w górnej, białej części.

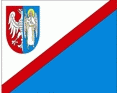
Stara wersja flagi

W starej wersji flagi między polem białym i niebieskim znajdował się ukośny, czerwony pas, ponieważ kolory także nawiązywały do ówczesnej wersji herbu, umieszczonego, jak obecnie, w górnym polu białym.